# أليف (لاعب كرة قدم مواليد 1994)
أليف هو لاعب كرة قدم برازيلي في مركز الهجوم، ولد في 4 نوفمبر 1994 في البرازيل. لعب مع إف كي أتيراو وفيتوريا سيتوبال.

## وصلات خارجية
- أليف (لاعب كرة قدم مواليد 1994) على موقع إي إس بي إن إف سي (الإنجليزية)
- أليف (لاعب كرة قدم مواليد 1994) على موقع قاعدة بيانات كرة القدم.إي يو (الإنجليزية)
- أليف (لاعب كرة قدم مواليد 1994) على موقع ليكيب (الفرنسية)
- أليف (لاعب كرة قدم مواليد 1994) على موقع Soccerway.com (الإنجليزية)